# 21036 Nakamurayoshi
21036 Nakamurayoshi è un asteroide della fascia principale. Scoperto nel 1990, presenta un'orbita caratterizzata da un semiasse maggiore pari a 3,0372692 UA e da un'eccentricità di 0,1518826, inclinata di 10,56329° rispetto all'eclittica.
L'asteroide è dedicato all'astrofilo giapponese Yoshihiro Nakamura .